# Гаёк (Тернопольская область)
Гаёк (укр. Гайок) — село в Нараевской сельской общине Тернопольского района Тернопольской области Украины.
До 2020 года входило в Бережанский район.
Код КОАТУУ — 6120483002. Население по переписи 2001 года составляло 167 человек.

## Географическое положение
Село Гаёк находится на правом берегу реки Золотая Липа в месте впадения в неё пересыхающей реки Гай,
выше по течению на расстоянии в 0,5 км расположено село Лапшин,
ниже по течению на расстоянии в 0,5 км расположен город Бережаны.